# Covington, Indiana
Covington är administrativ huvudort i Fountain County i Indiana. Vid 2010 års folkräkning hade Covington 2 645 invånare.

## Kända personer från Covington
- Cecil M. Harden, politiker